# Gustav 3. af Sverige
Gustav 3. (født 24. januar 1746, død 29. marts 1792) var konge af Sverige fra 1771 til 1792.
Han var søn af Adolf Frederik og Lovisa Ulrika af Preussen, far til Gustav 4. Adolf, bror til Karl 13. af Sverige og fætter til Katharina 2. af Rusland.

## Ægteskab
I 1766 blev han gift med Sophie Magdalene af Danmark (1746-1813) i et ulykkeligt ægteskab, der var kommet i stand af politiske hensyn. De fik to børn: Gustav Adolf (1778-1837), konge af Sverige 1792-1809 og Karl Gustav (1782-1783), hertug af Småland.

## Regeringstid
Da kong Adolf Frederik døde 12. februar 1771, befandt Gustav sig i Paris, hvor han fik råd af den franske konge Ludvig 15. og hans regering. I 1772 iværksatte han en omvæltning i Stockholm for at få ro efter mange års partistridigheder. Han fængslede partilederne og etablerede et nyt styre med udstrakt magt til kongen – en magt han brugte klogt og tolerant: Han indførte trykkefrihed og skred hårdt ind mod korruption i administrationen.

### Udenrigspolitik
I 1780'erne blev han optaget af udenrigspolitik: han nærede et voksende had til Danmark, et ønske om at erobre Norge og at genrejse Sveriges storhed. I 1788 begyndte han en krig mod Rusland, men måtte trække sig tilbage på grund af mytteri i hæren (Anjalaforbundet). I 1789 genoptog han krigen med skiftende held hovedsageligt til søs. Den sluttede i 1790 med Freden i Värälä.

### Død
Krigen havde ødelagt Sveriges økonomi, men alligevel tænkte Gustav på at angribe Frankrig, hvor revolutionen var brudt ud. Han blev efterhånden meget upopulær, og der dannedes en sammensværgelse mod ham: den 16. marts 1792 blev han skudt af kaptajn
Jacob Johan Anckarström under en maskerade i operaen, og den 29. marts døde han af sine sår. Begivenheden er emnet for Giuseppe Verdis opera Un ballo in maschera (på dansk Maskeballet) fra 1859.
Kong Gustav blev myrdet, og som andre af sin tids oplyste despoter var han principiel modstander af dødsstraf og sagde på sit dødsleje: "Låt ej straffa min attentator." Attentatets hovedmand, grev Anckarström, blev alligevel pisket i tre dage, før han blev halshugget, lemlæstet og parteret. 

## Fuld officiel titel
Af Guds Nåde af Sverige, de Gothers og Venders Konge, Storfyrste til Finland, Arvtager til Norge, Hertug udi Slesvig, Holsten, Stormarn og Ditmarsken, Greve i Oldenburg og Delmenhorst.

## Børn
Gustav 3. og Sophie Magdalene fik to sønner, hvoraf kun den ældste nåede voksenalder:
1. Gustav Adolf (1778-1837), konge af Sverige 1792-1809.
2. Prins Karl Gustav (1782-1783), hertug af Småland.